# Ethylierung
Als Ethylierung wird eine chemische Reaktion bezeichnet, die eine Ethylgruppe (–C2H5) in eine organische Verbindung einführt. Sie gehört zu den Alkylierungen.
Bei nucleophilen Substitutionen werden hierfür oft Ethanol, Halogenethane (wie Ethylchlorid oder Ethyliodid) oder Diethylsulfat als Substrate verwendet. Daneben erlauben Grignard-Reaktionen unter Verwendung von Ethylmagnesiumbromid oder andere metallorganische Reaktionen ebenfalls Ethylierungen.
Eine Ethylierung ist zum Beispiel die Herstellung von Ethylbenzol aus Benzol und Ethen. Bei der Ethylierung von Benzol durch Friedel-Crafts-Alkylierung bildet sich selbst bei tiefer Temperatur das thermodynamisch stabile 1,3,5-Triethylbenzol.